# Akcse

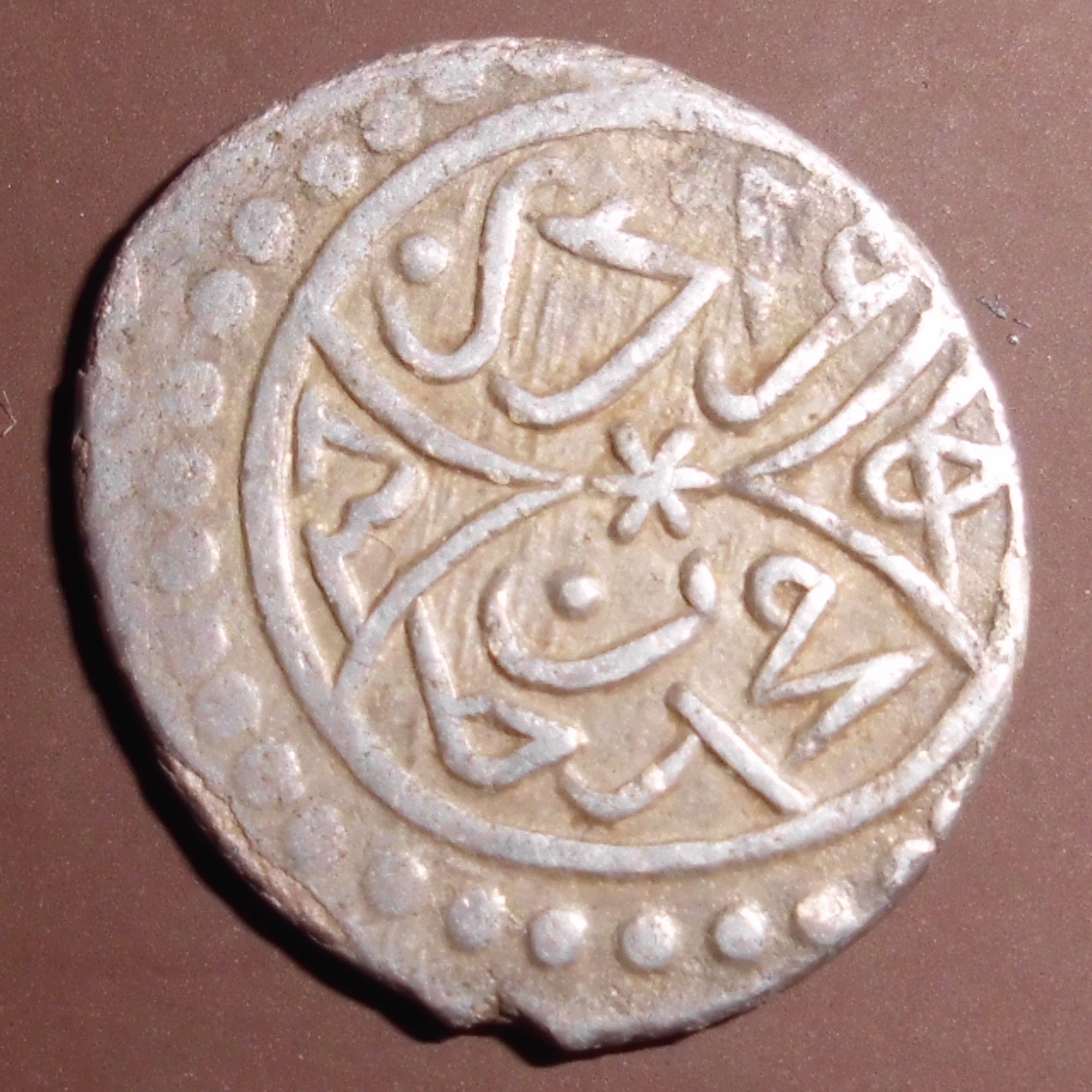
II. Murád szultán ezüstpénze 1430-ból

Az akcse (nyugaton időnként aszper vagy oszpora), oszmán-török ezüstpénznem és számítási egység.

## A név eredete
Az oszpora délszláv eredetű szó: bolgár, szerb, horvát és szlovén nyelven is aprópénzt, fillért jelent, de oda a középkori görögből került át (ászprá), oda pedig a török akce tükörszavaként került, amely szintén aprópénzt jelentett, de eredetileg a „fehér” szóból képezték. A magyarba valószínűleg a román nyelvből került át.
Az akcse, latin ábécés török írással akçe, jelentése fehéres vagy fehérke, az ak szó jelentése törökül fehér. Az oszpora átírásából származik. A köznép fényes akcsénak hívta.

## Az akcse érmeképe
Az iszlám hagyományainak megfelelően ember képe nem kerülhetett az érmekre, így az akcséra sem. Kis felületű pénz volt, ezért kevesebb információ fért el rajta, mint az aranyérméken. Az előlapra általában a szultán neve került, például: „Szulejmán szultán, Szelim kán fia”. A hátlapon áldóformula, verdenév és verési évszám került, például: „Győzelme legyen hatalmas, veretett Belgrádban, 926-ban”. Az éveket természetesen az iszlám időszámítás szerint írták rá.

## Az akcse szerepe az Oszmán Birodalomban
A törökök pénzrendszere kétféle éremre alapult: az aranydukátra, és az ezüstakcséra. 1477-ben készítették az első saját aranydukátot, addig az általános nemzetközi valutát a velencei dukátot használták, főleg a távolsági kereskedelemben és a hazai nagy kifizetéseknél. Az aranypénzzel ellentétben az oszporát az oszmán állam megalapításától kezdve készítették. Az első akcsét Orhán szultán verette 1326-ban. Ez volt a törökök legfontosabb pénze, ebben fizették a katonák zsoldját, a birodalom belső területein szinte csak ezt használták, ezen kívül elszámolási egység is volt: a költségvetés tételeit és a külföldi érmek árfolyamát is ebben adták meg. Kezdetben az oszporákat négy balkáni és négy anatóliai verdében készítették, amelyekhez az alapanyagot a nagy balkáni ezüstbányák adták, de a sok háború miatt a törökök így is állandó ezüst hiányban szenvedtek. Ezért változtatták időről időre az érme súlyát és finomságát.

## Az akcse vége
A 14. század első felében az érme súlya és finomsága állandó volt: 1,2 gramm és 900-as finomságú. A 15–16. században egy hosszabb időre (1491–1585) megszilárdították az akcsét, a súlya ebben az időben 0,73 és 0,68 gramm volt. Az ezüst finomsága még 800–900-as volt, de I. Szulejmán alatt megkezdődött az akcse romlása: az Oszmán Birodalomban jelentkező súlyos anyagi gondokra és az 1584-es perzsiai leértékelésre válaszul a törökök is rontották az ezüstpénzüket. Az 1585–1589 között végrehajtott reform során a pénzverési alapsúlyból, a dirhamból (307,2 gramm) a 450 helyett ezentúl 800 akcsét készítettek, azaz majdnem a felére csökkent egy érme súlya, így az aranydukát 60 helyett 120 oszporát ért. Ez a lépés végzetesnek bizonyult a pénznem szempontjából, hatalmasra nőtt az infláció, virágzott a pénzhamisítás, sorra zárták be a hivatalos pénzverdéket. Újabb pénzlábváltoztatásokkal és többszörös oszporaveretekkel próbálták rendbe tenni a hibát, de mindez nem segített. Súlya folyamatosan csökkent: az 1680-as évekre már csak 0,32 majd 0,22 gramm, és az érme vége körülbelül Buda visszavételére tehető: 1687–1703 között szünetelt verése, de utána is már csak szokásból készítették, a pénzforgalomban soha nem töltött már be komoly szerepet. Mint valós pénz megszűnt, de elszámolási egységként tovább élt.

## Az akcse szerepe Magyarországon
Okleveles források szerint az akcsét már jóval a török megszállás előtt megismerték Magyarországon, pontosabban Erdélyben. Kereskedelem révén, román közvetítéssel jutott el hozzánk először. Hunyadi János rendeletben tiltotta meg az akcse használatát a havasalföldi kereskedelemben, később viszont Hunyadi Mátyás Brassó esetében kivételt tett ez ügyben. (1468) A 15. század végétől – a 16. század elejétől az oszpora jelentős forgalommal bírt országunkban, ezt támasztja alá, hogy Erdélyben, a Szászföldön az adót részben oszporában fizették, erre többször kaptak királyi engedélyt, amelyben például meghatározták az akcse értékét a magyar dénárhoz képest. (1 jó akcse = 2 magyar dénár.) Ezen kívül 3 nagy éremleletet is meg kell említeni: az 1502-ben földbe került nagysajói, az 1512-es brassói és egy lelettöredék, amelynek ismeretlen a pontos lelőhelye, valószínűleg a Barcaság környéke. Ezek a leletek jól mutatják, a korabeli pénzforgalmi arányokat Erdélyben: a magyar királyi dénárok fordulnak elő a legnagyobb számban, de jelentős az akcsék forgalma is. Az oszpora minősége igen változó volt, sőt, gyakran hamisították is. Az országba került külföldi érmek forgalmát királyi rendelet tiltotta, így az akcsékat is bevonták és a jó minőségű ezüstből magyar pénzeket vertek, a rosszat pedig megsemmisítették. Egyedül a szászoknak volt engedélyük arra, hogy fizessenek is velük, azaz továbbra is forgalomba tartsák a török érmeket. (Nagy volt a kereskedelmi tevékenység a szászok és a román fejedelemségek között.)

## Pénzverdék
Pénzverdék, ahol akcsét készítettek: Amasya, Ankara, Belgrád, Bursa, Edirne, Haleb, Kastamonu, Konstantiniye, Konya, Kratova, Mardin, Misir, Novaberda, Novar, Serez, Siderkapsi, Siroz, Srebrenice, Tire, Üsküp.